# (73672) 1986 QR
(73672) 1986 QR – planetoida z pasa głównego asteroid okrążająca Słońce w ciągu 3,3 lat w średniej odległości 2,22 j.a. Odkryta 26 sierpnia 1986 roku.